# Ort (Waffe)

Ort einer Stichwaffe

Der Ort bezeichnet das Ende der Klinge von Hieb- und Stichwaffen.
Es gibt unterschiedliche Formen, die zur besseren Wirkung der verschiedenen Waffen im Laufe der Zeit entwickelt oder weiterentwickelt wurden. Der Sinn dieser Veränderungen war ausschließlich, die optimale Wirkung der Waffe zu erreichen.

## Bezeichnungen
Die Form des Ortes richtet sich nach der jeweiligen Verwendung der Waffe. Die einzelnen Formen werden mit Fachbegriffen angesprochen.

### Schwert-, Säbel- und Degenorte

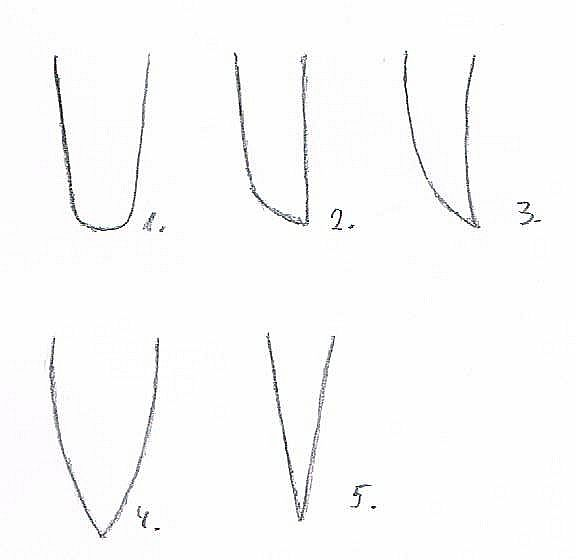
Ortformen nach Verwendung: 1. ausschließlich zum Hieb 2. zum Hieb, gelegentlich auch zum Stoß 3. hauptsächlich zum Hieb 4. zum Hieb und zum Stoß 5. ausschließlich zum Stoß
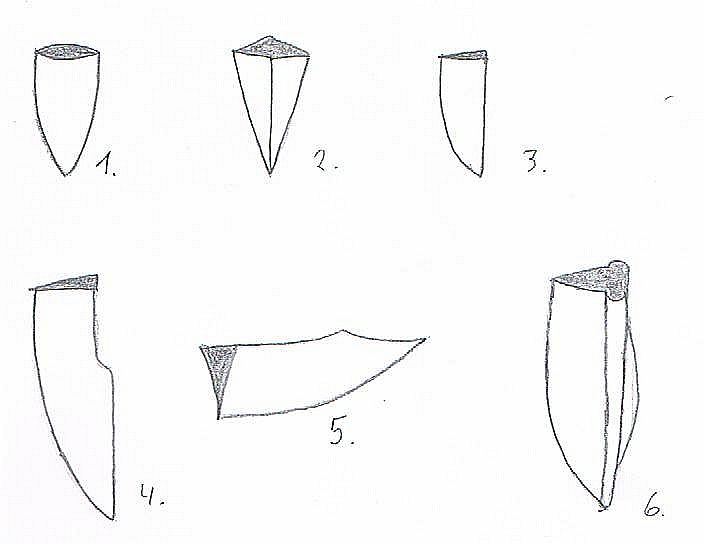
Ortformen: 1. Mittelspitze 2. Mittelspitze, aber bezeichnet als Karpfenzungenspitze 3. Grootspitze 4. Grootspitze mit Jelman 5. Pandurenspitze 6. Steckrückenspitze mit Schör

- Ortformen nach Verwendung:
1. ausschließlich zum Hieb
2. zum Hieb, gelegentlich auch zum Stoß
3. hauptsächlich zum Hieb
4. zum Hieb und zum Stoß
5. ausschließlich zum Stoß
- Ortformen:
1. Mittelspitze
2. Mittelspitze, aber bezeichnet als Karpfenzungenspitze
3. Grootspitze
4. Grootspitze mit Jelman
5. Pandurenspitze
6. Steckrückenspitze mit Schör

## Andere Versionen
Abgeschnitten

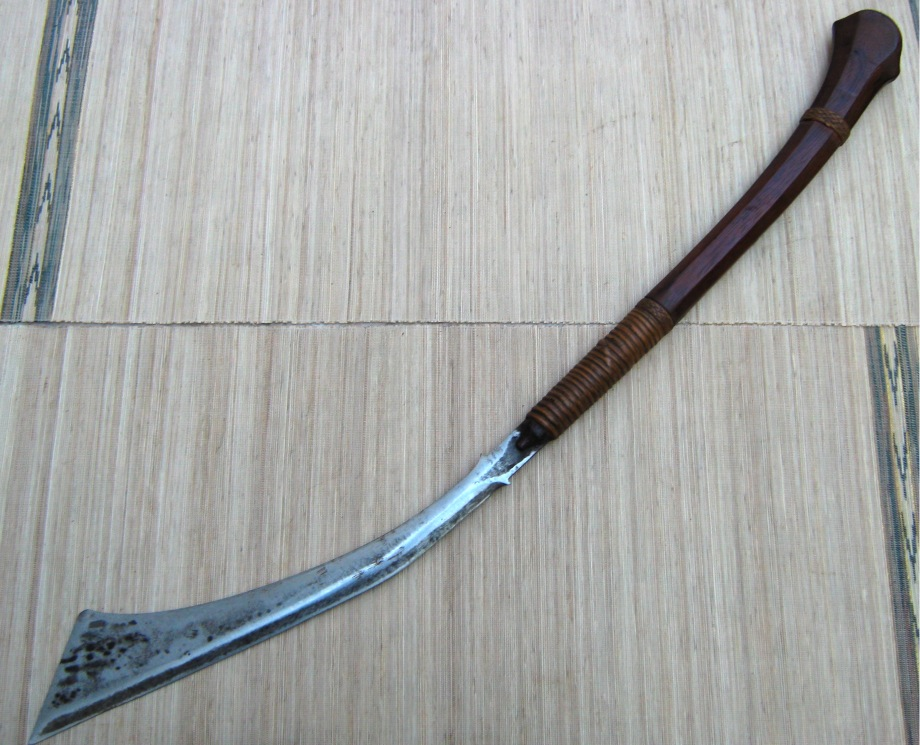
Abgeschnittener Ort an einem Kachin-Dha

Als abgeschnitten bezeichnet man einen Klingenort, der nicht spitz, sondern gerade oder schräg zuläuft. Diese Ortform wird oft bei asiatischen Waffen benutzt, zum Beispiel beim burmesischen Schwert Kachin Dha. In Europa ist die spitze Ortform gebräuchlicher, da diese sich besser eignet, Rüstungen zu durchstoßen.
Doppelter Ort
Der doppelte Ort (zwei Spitzen) ist oft an Schwertern, Säbeln oder Dolchen angebracht die an Dhū l-faqār, das Schwert Mohammeds, erinnern sollen. Der doppelte Ort eignet sich zum Stich, aber auch zu Abwehr anderer Waffen.